# 自画像 (サルヴァトール・ローザ)
『自画像』（じがぞう、伊: Autoritratto、英: Self-portrait）は、17世紀イタリア・バロック期の画家サルヴァトール・ローザが1647年ごろ、キャンバス上に油彩で制作した絵画で、ローザが何点か描いた自画像のうちの1点である。画家が友人のジョヴァンニ・バッティスタ・リッチャルディ (Giovanni Battista Ricciardi) に贈った作品で、リッチャルディの一族に代々受け継がれた
。1921年にメアリー・L・ハリソン (Mary L. Harrison) 氏から遺贈されて以来、ニューヨークのメトロポリタン美術館に所蔵されている。

## 画家
1615年にナポリに生まれたローザは、ナポリ派のフランチェスコ・フランカンツァーノ、アニエロ・ファルコーネ、ホセ・デ・リベーラのもとで修業を積み、1635年からローマとナポリで断続的に活動した。1640年にはカルロ・ディ・フェルディナンド・デ・メディチ枢機卿の代理人から招聘され、フィレンツェに移り住んだが、メディチ家の宮廷に馴染まず、1649年にはローマに居を構え、残りの人生を過ごした。
ローザは主に戦闘場面や海岸の景色の中に人物を描いた絵画で知られるが、崇高な風景画も得意とした。加えて、古代の哲学者の単身像を描き、謎めいた主題の絵画も多数制作したほか、素描と版画も手掛けた。また、彼は俳優にして詩人でもあり、豊かな学識を持った人物でもあった。

## 作品
ローザの自画像はかすかな月明かりに照らされている暗い空の中に描かれ、黒い外衣と白いシャツに身を包んだ貴族の姿で表されている。彼の前には「メメント・モリ」 (死の警告) と解釈される髑髏といくつかの事物が置かれ、彼の黒髪の頭の上には葬礼のための糸杉の葉の冠が見える。本作の独自性は、画面に描きこまれた文章が多くの重要なメッセージを伝えることである。彼は左手を髑髏に添えつつ、右手で、すべての生命がどう終わるかを示唆するギリシャ語の3つの単語を注意深く髑髏に記している。それらは「やがて、いずこへ　見よ」というものである。髑髏は一冊の本の上に載っており、その背表紙には古代のストア派の哲学者セネカの名「SENEKA」が記されている。本の後ろのしわくちゃの紙片には、「サルヴァトール・ローザはこれをただ独り静かな場所で描き、友人ジョヴァンニ・バッティスタ・リッチャルディに贈った」と書かれている。
リッチャルディは、フィレンツェでローザの親友となった人である。1623年に生まれたリッチャルディは名高い碩学で、後にピサ大学で道徳哲学の教授を務めた。彼とローザは著述家として、また俳優として親しく交流し、2人ともローザが私的に開設した「アカデミア・デイ・ペルコッシ」の主要メンバーであった。このアカデミーには画家や詩人や演劇関係者のグループが集い、読書や会話なども楽しんだ。また、時々、フィレンツェのカジーノ・メディチェオ・ディ・サン・マルコで喜劇、または風刺劇を上演した。リッチャルディが隠遁し、本作が制作された時期の1647年にヴォルテッラに移ってからも、ローザとの交流が続いていたことが記録されている。

## ローザの自画像

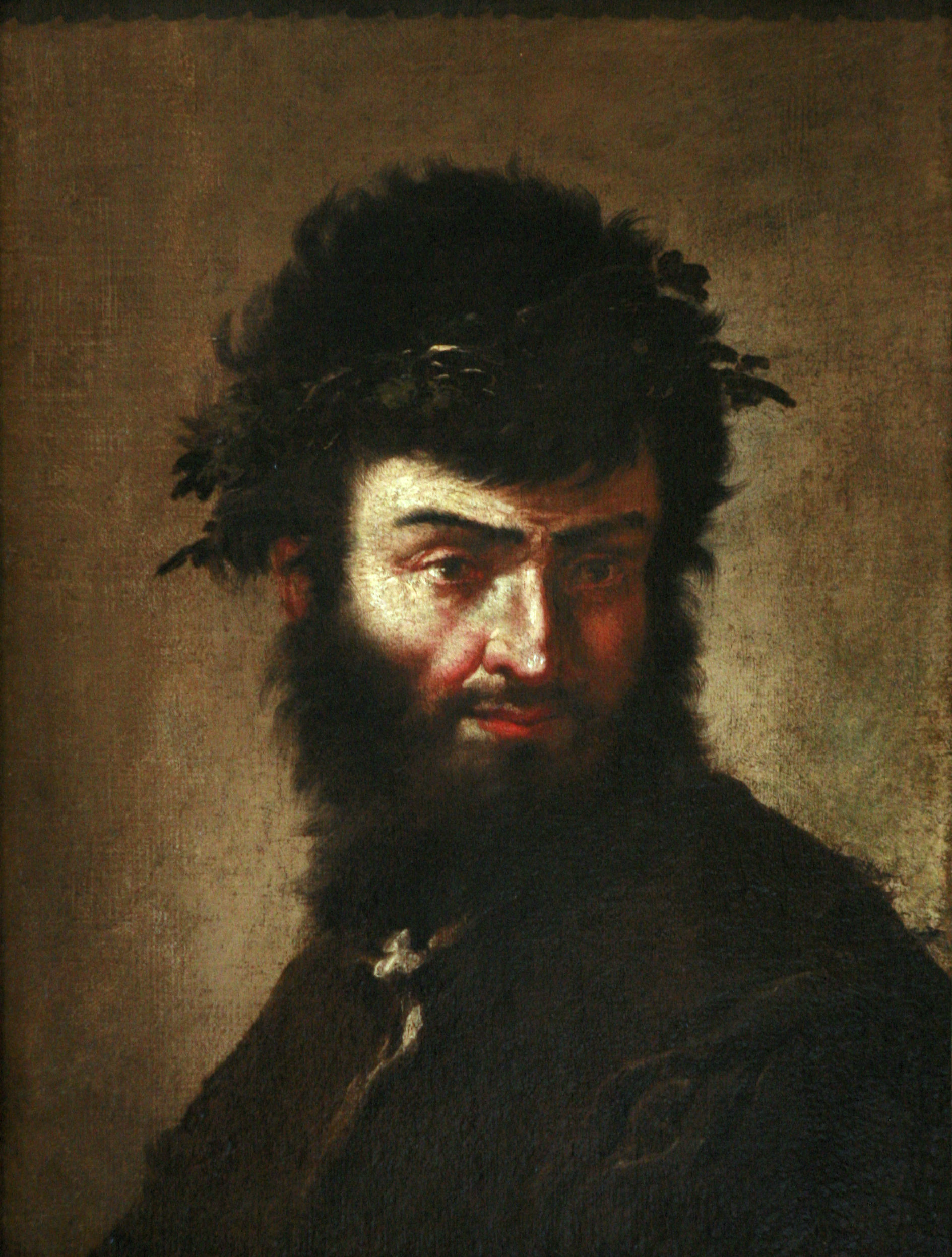
『自画像 (ストラスブール)（英語版）』、1645年ごろ、ストラスブール美術館
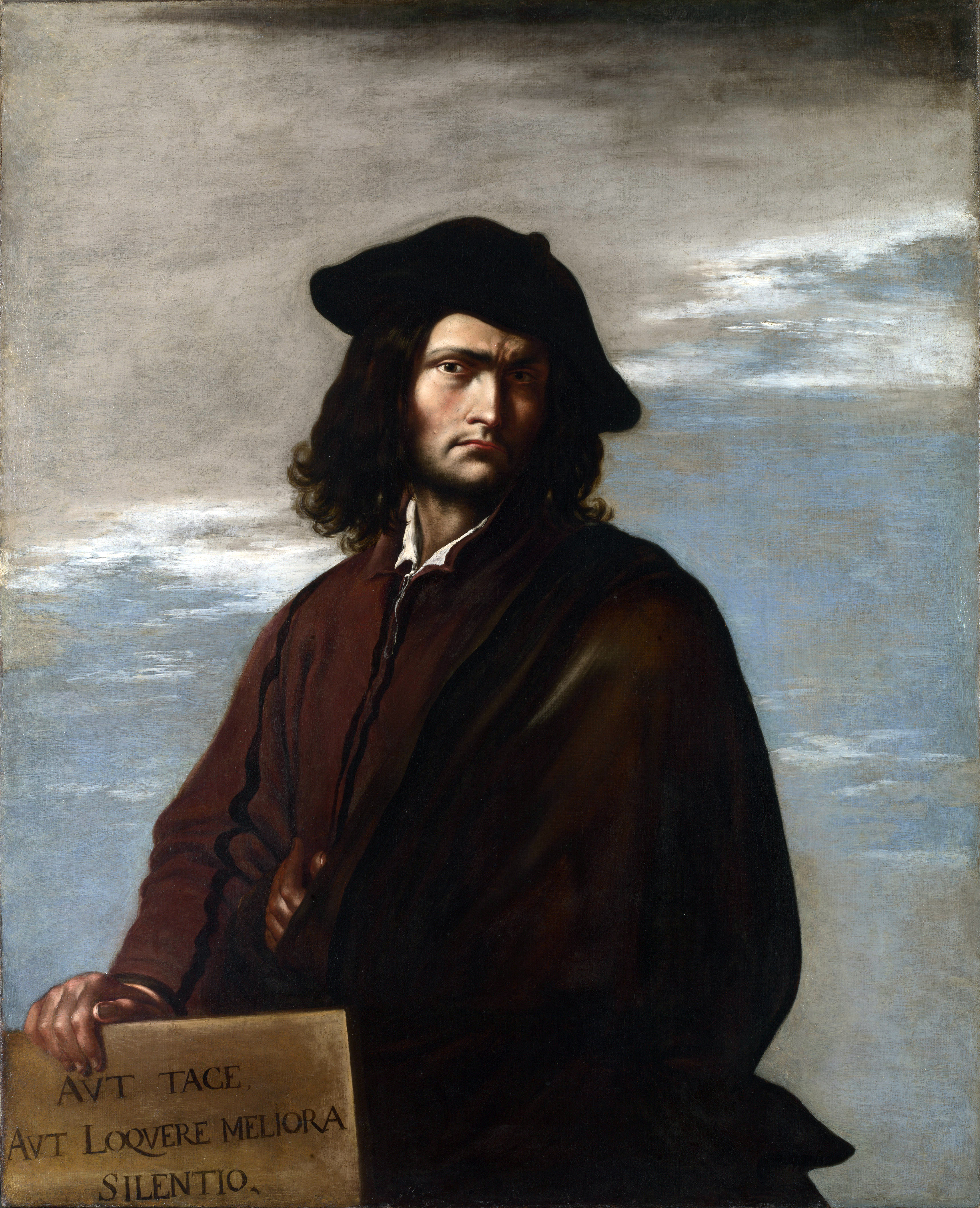
『哲学』(自画像？)、1647年、ナショナル・ギャラリー (ロンドン)
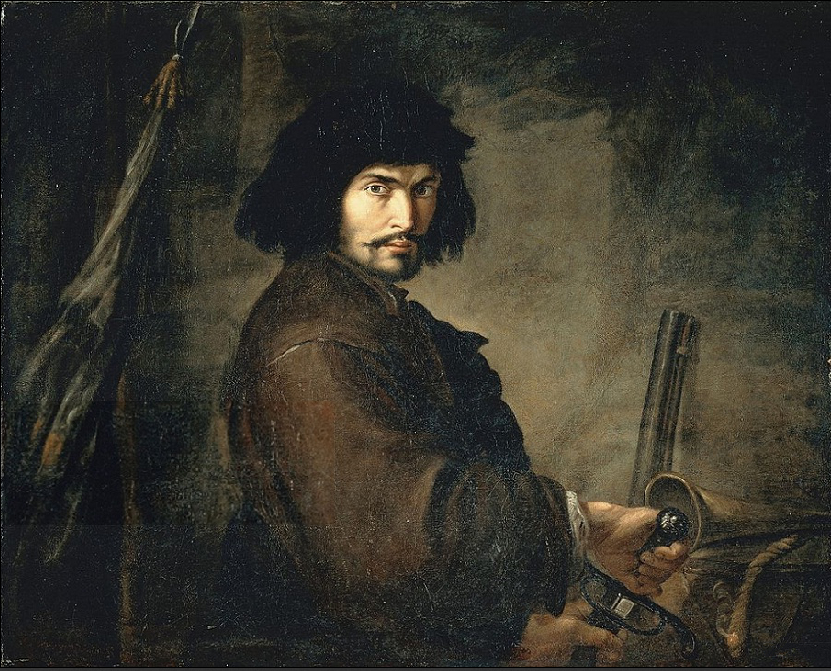
『兵士としての自画像』、1640–1649年、シエーナ
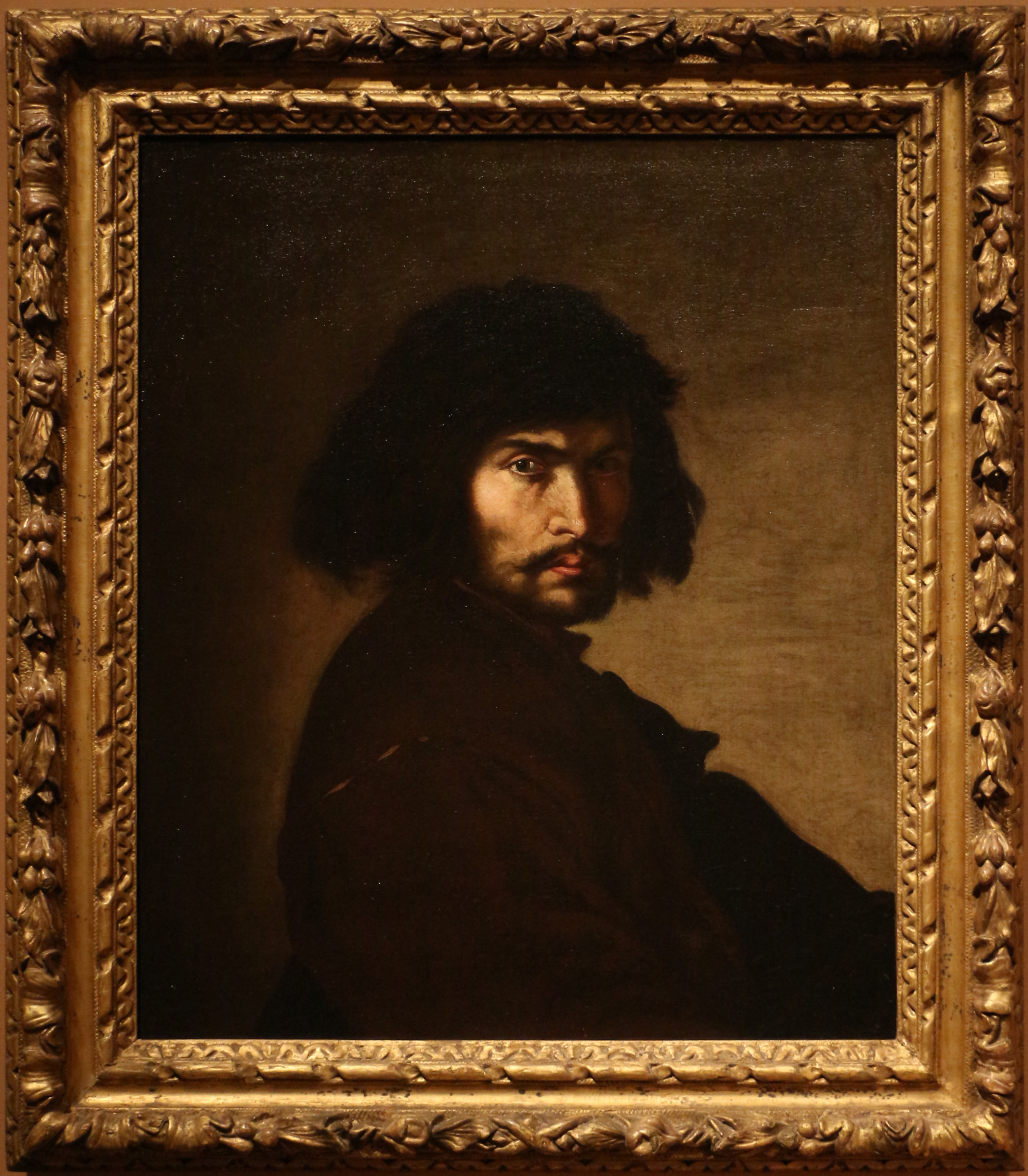
『自画像』、1650–1660年ごろ、デトロイト美術館